# Lago Shasta
Lago Shasta (en inglés: Lake Shasta) es el lago más grande de California. Este es un embalse en el Shasta County, California, Estados Unidos. Comenzó a almacenar agua en 1944, debido a la retención del río Sacramento por la Represa Shasta, la novena presa más alta de los Estados Unidos.
Shasta Lake es una instalación clave del Proyecto del Valle Central y proporciona control de inundaciones para el valle de Sacramento aguas abajo de la presa. El flujo de agua genera energía a través de la central eléctrica Shasta, y posteriormente se utiliza para riego y fines municipales.
El embalse se encuentra ubicado dentro de la Whiskeytown-Shasta-Trinity National Recreation Area, administrado por Shasta-Trinity National Forest. La Oficina de Evaluación de Peligros para la Salud Ambiental de California «California Office of Environmental Health Hazard Assessment» (OEHHA) ha desarrollado un aviso de alimentación segura para el pescado capturado en el lago según los niveles de mercurio o de PCB que se encuentran en especies locales.

## Geografía
Con una capacidad de 4 552 000 acres⋅ft (5 615 km³) en la piscina llena, el lago tiene una elevación de 1 067 pies (325 m) y una superficie de 30 700 acres (47 millas cuadradas), lo que le hace el embalse más grande del estado, y su tercer cuerpo de agua más grande después del lago Tahoe y el Salton Sea.
A unas 10 millas (16 km) al norte de la ciudad de Redding, con la población de Lakehead-Lakeshore en su orilla norte, el lago Shasta es popular para paseos en bote, esquí acuático, camping, y pesca. Formado por la represa del río Sacramento, el lago tiene 365 millas (587 km) de costa montañosa en su mayoría empinada cubierta de altos árboles de hoja perenne y manzanita. Su profundidad máxima es de 517 ft (158 m).
El lago tiene cuatro brazos principales, cada uno creado por la entrada del caudal de un río: el río Sacramento, el río McCloud, Squaw Creek y el río Pit. La fuente del río Sacramento son las montañas Klamath. La fuente del río McCloud es el monte Shasta. El río Pit fluye desde Alturas, y la cascada "Potem Falls" se encuentra en ese brazo del lago.

## Historia
La Represa Shasta se construyó entre 1935 y 1945 a través del río Sacramento, y el lago Shasta se formó en 1948. El río Pit, río McCloud y varios afluentes más pequeños cursos inferiores y confluencias con el río Sacramento sumergido por el embalse. También debajo del lago se encuentra la ciudad sumergida de "Kennett", y muchos sitios de aldeas del pueblo Wintun junto con sus lugares tradicionales de pesca, caza y recolección. Partes de los túneles desaparecidos y el derecho de paso de la Compañía de transporte del Pacífico Sur («Southern Pacific Transportation Company») se pueden ver cuando el nivel del agua es bajo.
Shasta Lake organizó el primer evento "Boardstock" en 1996, que continuó allí anualmente hasta 1999, después de lo cual el evento anual se trasladó a Clearlake, 170 millas al suroeste de lago Shasta. Boardstock atrajo a muchos ciclistas profesionales de esquí acuático sobre tabla de todo el mundo, con una asistencia promedio de 15 000 personas. El evento tuvo una duración de 3 días al año y se realizaron varios concursos de esquí acuático.

Algunas
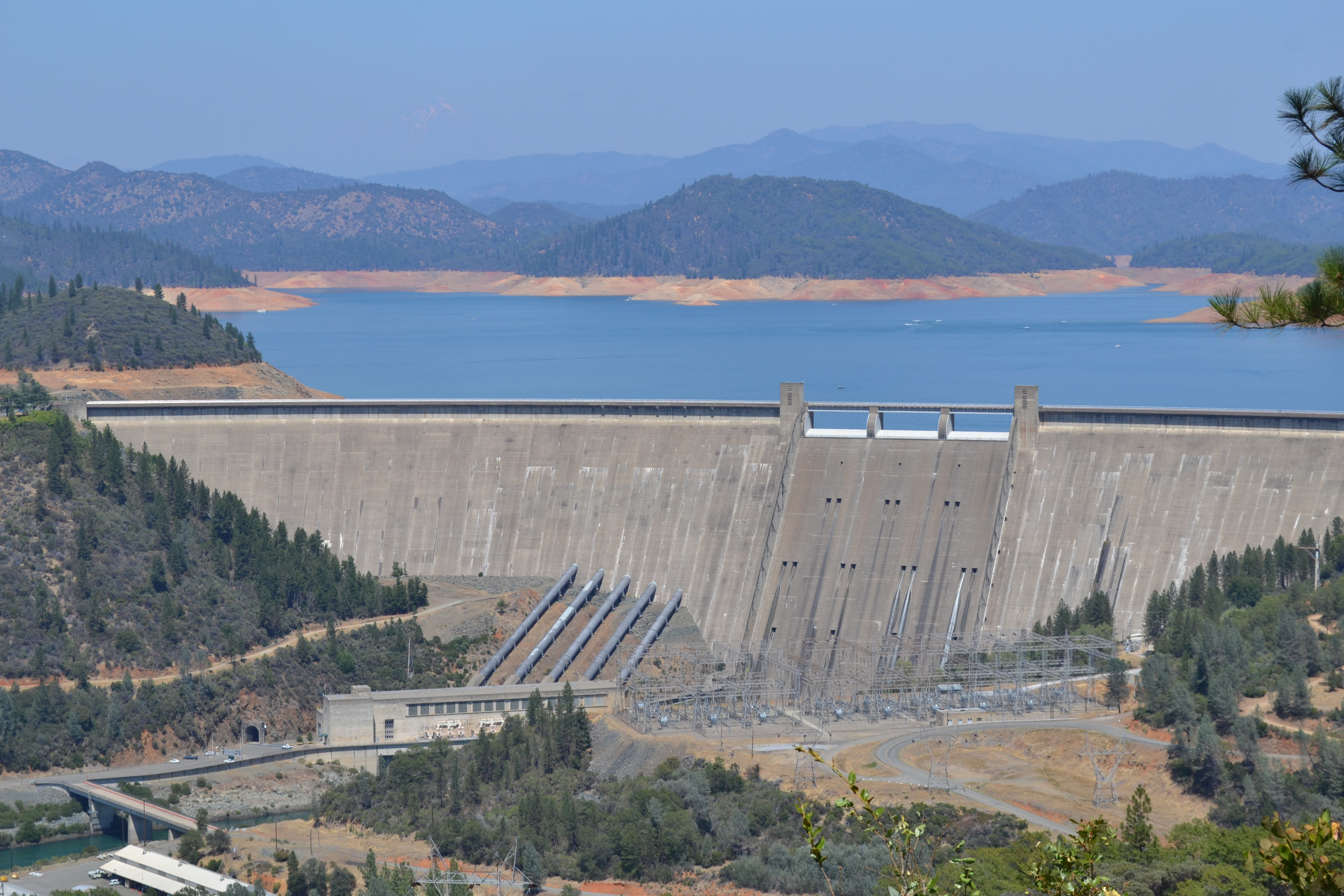
El lago Shasta y la Represa Shasta.
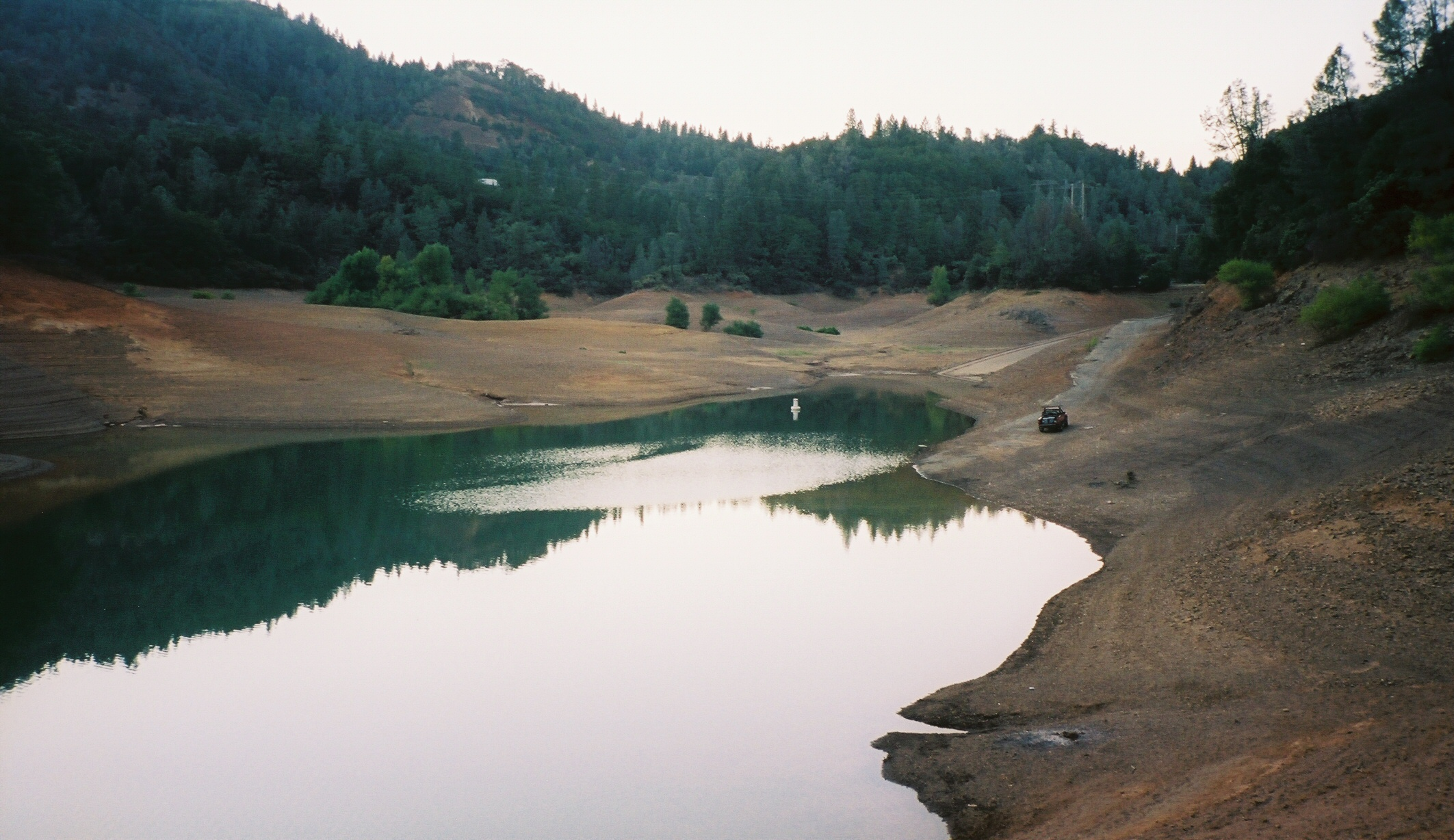
El lago Shasta en un periodo de bajo volumen de agua.
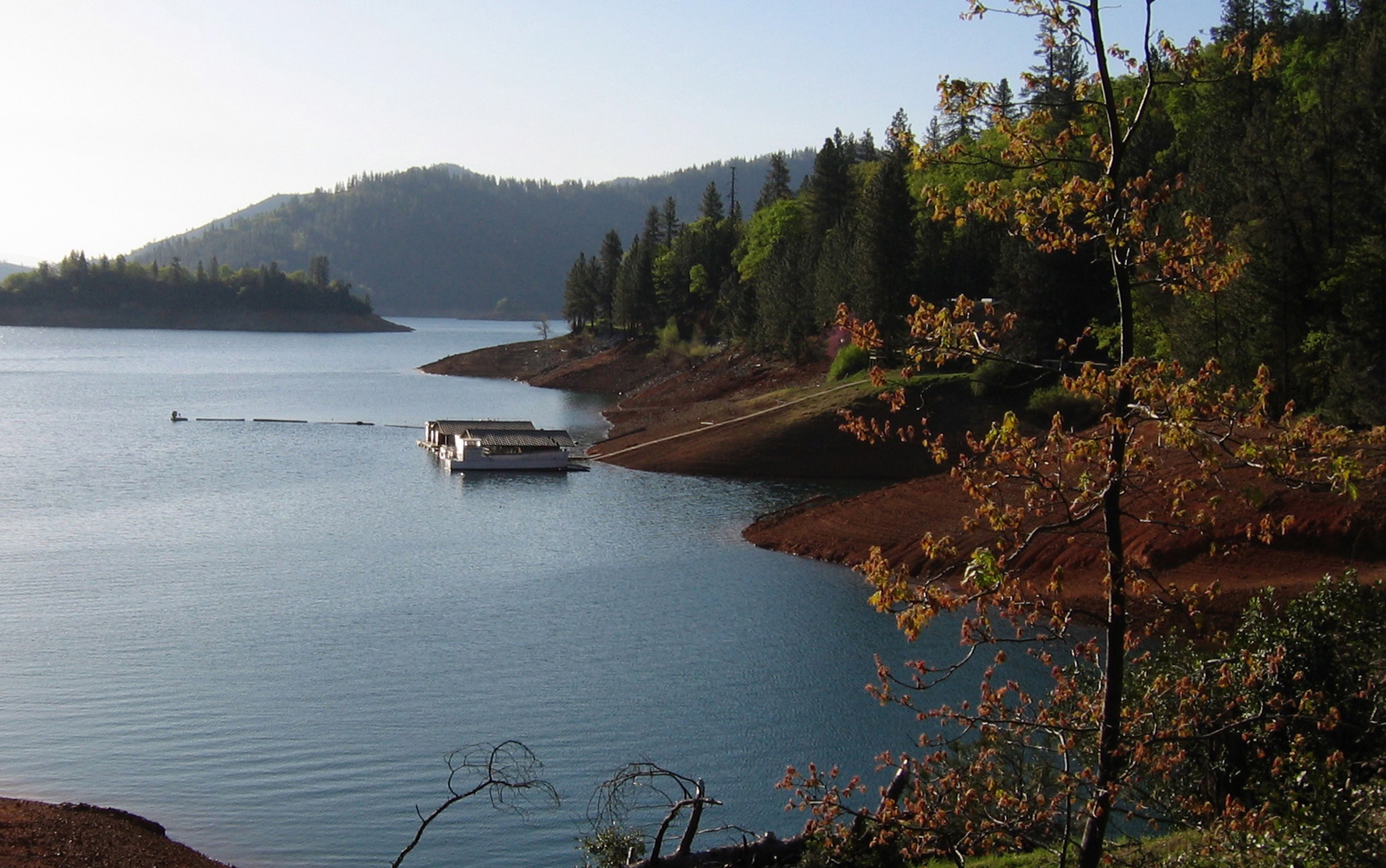
El lago Shasta visto desde la orilla.
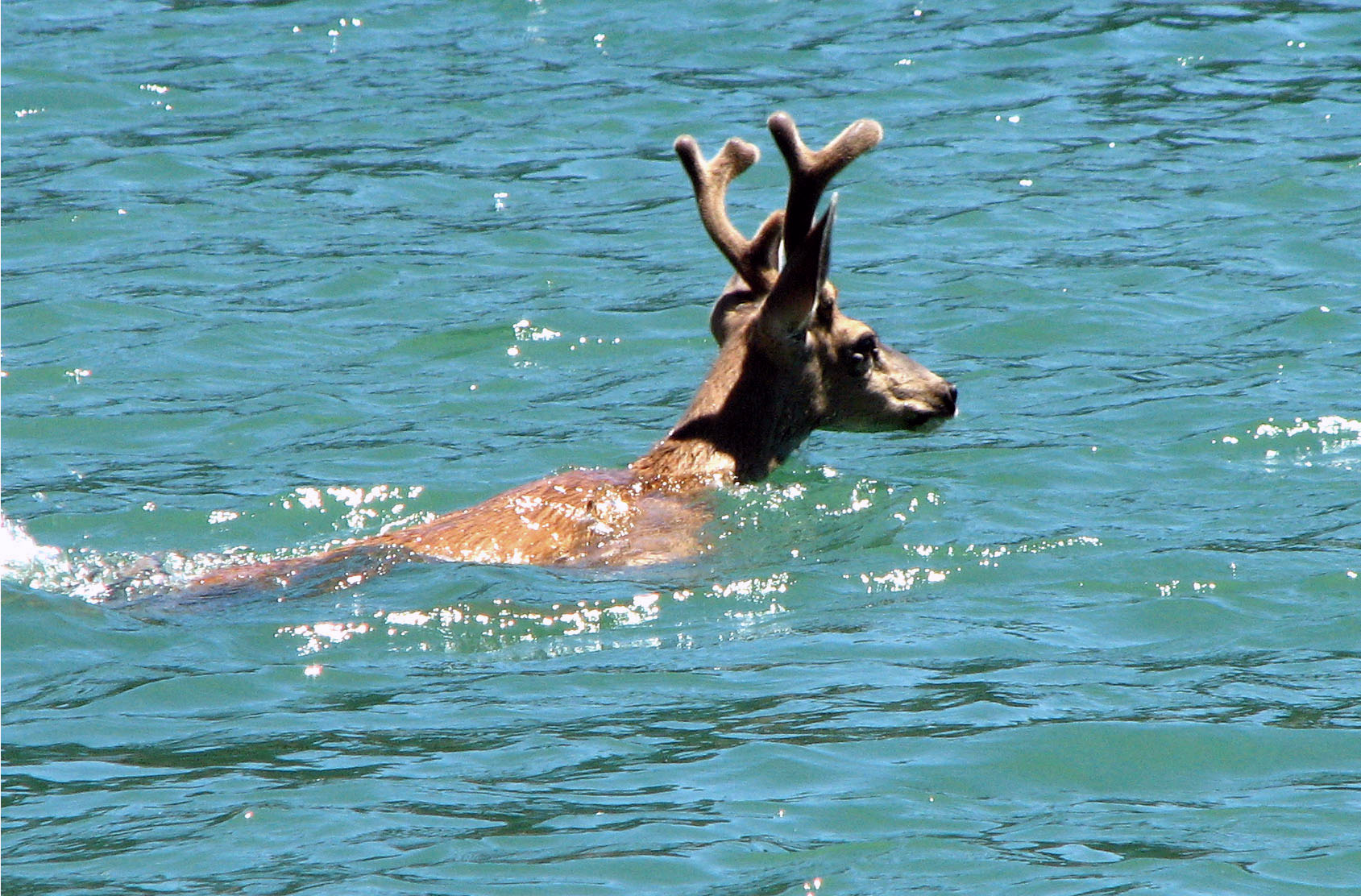
Un ciervo nadando en el lago Shasta.